# Amblyeleotris periophthalma
Amblyeleotris periophthalma är en fiskart som först beskrevs av Bleeker, 1853.  Amblyeleotris periophthalma ingår i släktet Amblyeleotris och familjen smörbultsfiskar. Inga underarter finns listade i Catalogue of Life.